# Herpsilochmus sticturus
A Herpsilochmus sticturus a madarak osztályának verébalakúak (Passeriformes) rendjébe és a hangyászmadárfélék (Thamnophilidae) családjába tartozó faj.

## Rendszerezése
A fajt Osbert Salvin angol ornitológus írta le 1885-ben.

## Előfordulása
Dél-Amerika északi részén, Brazília, Kolumbia, Francia Guyana, Guyana, Suriname és Venezuela területén honos. A természetes élőhelye a szubtrópusi vagy trópusi síkvidéki esőerdők és mocsári erdők. Állandó, nem vonuló faj.

## Megjelenése
Testhossza 9,5–10,5 centiméter, testtömege 8–9 gramm.

## Életmódja
Kevésbé ismert, valószínűleg ízeltlábúakkal táplálkozik.

## Külső hivatkozások
- Képek az interneten a fajról
- Xeno-canto.org